# St. Louis Park
St. Louis Park és una població dels Estats Units a l'estat de Minnesota. Segons el cens del 2000 tenia 44.126 habitants.

## Demografia
Segons el cens del 2000, St. Louis Park tenia 44.126 habitants, 20.782 habitatges, i 10.557 famílies. La densitat de població era de 1.592,3 habitants per km².
Dels 20.782 habitatges en un 22% hi vivien nens de menys de 18 anys, en un 39,3% hi vivien parelles casades, en un 8,6% dones solteres, i en un 49,2% no eren unitats familiars. En el 37,9% dels habitatges hi vivien persones soles el 10,4% de les quals corresponia a persones de 65 anys o més que vivien soles. El nombre mitjà de persones vivint en cada habitatge era de 2,08 i el nombre mitjà de persones que vivien en cada família era de 2,81.
Per edats la població es repartia de la següent manera: un 18,8% tenia menys de 18 anys, un 8,7% entre 18 i 24, un 37,7% entre 25 i 44, un 20,2% de 45 a 60 i un 14,7% 65 anys o més.
L'edat mediana era de 36 anys. Per cada 100 dones de 18 o més anys hi havia 87,3 homes.
La renda mediana per habitatge era de 49.260$ i la renda mediana per família de 63.182$. Els homes tenien una renda mediana de 40.561$ mentre que les dones 32.447$. La renda per capita de la població era de 28.970$. Entorn del 3% de les famílies i el 5,2% de la població estaven per davall del llindar de pobresa.
La ciutat té una població jueva relativament alta respecte la mitjana de Minnesota i és la seu del Sabes Jewish Community Center i diverses sinagogues, com ara la Sinagoga Beth El i la Congregació Kenesseth Israel. S'estima que al voltant del 38% dels jueus de l'àrea més gran de Minneapolis viuen a St. Louis Park. Degut, en part, de la immigració massiva dels antics estats soviètics, Saint Louis Park té una gran població russa al voltant de la seva zona de l'Aquila. La llengua russa és la segona llengua més parlada a la ciutat després de l'anglès, i la ubicació de St. Louis Park de la biblioteca del comtat de Hennepin té una àmplia secció en rus.

## Poblacions properes
El següent diagrama mostra les poblacions més properes.